# Neoceratium declinatum
Neoceratium declinatum is een soort in de taxonomische indeling van de Myzozoa, een stam van microscopische parasitaire dieren. Het organisme komt uit het geslacht Neoceratium en behoort tot de familie Ceratiaceae. Neoceratium declinatum werd in 2009 ontdekt door F.Gomez, D.Moreira & P.Lopez-Garcia.